# ケリー経営学部
ケリー経営学部（Kelley School of Business）は1920年に設立され、インディアナ大学ブルーミントン校の学部であり、学部生と大学院生を併せ約4,600人が学んでいる。
ケリー経営学部は米国の主要 経営学部の一角を成しており、 2008年のUS News & World Report発表の大学ランキングでは、学部及び大学院の全カリキュラムが25位以内に評価されている大学は全米でも3校しかないが、ケリー経営学部はその一つである。
学部、大学院とも評価が高く、学部ランキングでは、2007年の US News & World Reportによれば全米11位、また2006年には Business Weekが初めて発表した学部ランキングにおいても全米10位に評価されており、州立大学では バージニア大学（2位）、 ミシガン大学（6位）、 テキサス大学（9位）に続き4位となっている。大学院ランキングでは2006年のWall Street Journalで全米12位であり、Business Weekでは全米18位にランキングされている。